# Obi Emelonye
Obi Emelonye est un réalisateur et producteur nigérian, né le 24 mars 1967 à Port Harcourt. Il est connu pour avoir réalisé plusieurs films à succès de Nollywood, ces dernières années, et pour participer à une professionnalisation accrue de ce cinéma.

## Biographie
Après un diplôme des arts du théâtre de l'Université du Nigeria et des études de droit finalisées au Royaume-Uni, il exerce comme avocat, puis se tourne vers la réalisation de films. Bien que vivant au Royaume-Uni depuis le milieu des années 1990, installé à Chelsea avec sa femme et ses trois enfants, il s'attache à trouver une identité cinématographique africaine, des codes qui soient compréhensibles de la population nigériane et de la diaspora, et un mode de narration africain.
Un de ses premiers succès en Afrique est Mirror Boy, tourné en Gambie et au Royaume-Uni, avec l'actrice Genevieve Nnaji. L'année suivante, le film Dernier Vol pour Abuja (Last Flight to Abuja), avec l'actrice Omotola Jalade Ekeinde, est la première réalisation nigériane à générer un chiffre d'affaires supérieur aux films américains au Nigeria, films qu'il a devancé au box-office. Ce film s'appuie sur ses propres expériences de trajet en avion en Afrique. La date de sortie de ce film, en juin 2012, a coïncidé, de façon imprévue, avec le crash du vol 992 de Dana Air dans la banlieue de Lagos, faisant 163 victimes, mais les familles des victimes l'auraient encouragé à ne pas reporter cette sortie, souhaitant avant tout que les conditions d'une meilleure sécurité aérienne soient débattues,.
Il réalise ensuite Oni Ozy, puis Thy Will Be Done, avec deux actrices bien connues en Afrique, Mercy Johnson et Mary Njoku. Les situations, l'intrigue, et les choix de mise en scène de ces films s'adressent au public africain : « Nous devons garder notre audience », explique-t-il, « Le Nigeria compte 170 millions de personnes. L’Afrique, un milliard. » Mais Thy Will Be Done est présenté en avant-première à Londres, Obi Emelonye n'oubliant ni la diaspora nigériane au Royaume-Uni, ni les sociétés susceptibles de financer ses réalisations : « On a besoin de financement extérieurs. En projetant ce film ici, on montre aux sponsors anglais qu’il y a de l’avenir dans l’industrie du film en Afrique. Il y a 5 millions de Nigérians immigrés dans ce pays. Même si 1% d’entre eux voient notre film, il sera en tête du box office. ».
Il travaille également pour la télévision nigériane, avec notamment en 2015 Love Struck et  The Calabash, une série d'une centaine d'épisodes.

## Filmographie
| An   | Film                                          | Rôle        | Rôle       | Rôle       | Rôle            | Rôle         | Rôle          |
| An   | Film                                          | Réalisateur | Scénariste | Producteur | Dir. artistique | Dir. Casting | Dir. musicale |
| ---- | --------------------------------------------- | ----------- | ---------- | ---------- | --------------- | ------------ | ------------- |
| 2004 | Echoes of War                                 | Oui         |            |            |                 |              |               |
| 2006 | The London Successor                          | Oui         | Oui        |            |                 |              |               |
| 2006 | Lucky Joe                                     | Oui         | Oui        |            |                 |              |               |
| 2008 | The Asylum                                    | Oui         |            |            |                 |              |               |
| 2009 | Quiet Storm                                   | Oui         | Oui        |            |                 |              |               |
| 2011 | The Mirror boy                                | Oui         | Oui        | Oui        |                 |              | Oui           |
| 2012 | Dernier Vol pour Abuja (Last Flight to Abuja) | Oui         | Oui        | Oui        | Oui             | Oui          |               |
| 2013 | Ony Ozi                                       | Oui         | Oui        | Oui        |                 |              |               |
| 2015 | Thy Will Be Done                              | Oui         | Oui        | Oui        |                 |              |               |
| 2015 | Love Struck (Tv)                              | Oui         |            | Oui        |                 |              |               |
| 2015 | The Calabash (Tv)                             | Oui         |            | Oui        |                 |              |               |